# Theodor Gundlach
Theodor Gundlach (* im 19. Jahrhundert; † im 19. Jahrhundert) war Mitglied der Kurhessischen Ständeversammlung.

## Leben
Theodor Gundlach war Landwirt in Niederaula und erhielt 1848 ein Mandat für die kurhessische Ständeversammlung. Sie wurde nach den Unruhen der Jahre 1830/1831 zur Verabschiedung einer neuen Verfassung konstituiert und bestand bis zur Annexion Kurhessens durch Preußen im Jahre 1866.
Gundlach war liberal-demokratisch ausgerichtet und für den Bezirk Hersfeld-Land bis 1850 in dem Parlament. Von 1862 bis 1863 hatte er als Vertreter der Höchstbesteuerten aus dem Bezirk Hersfeld einen Sitz im Plenum.